# Szent Adalbert-templom (Barót)
A baróti Szent Adalbert-templom műemlékké nyilvánított épület Romániában, Kovászna megyében. A romániai műemlékek jegyzékében a CV-II-a-A-13132 sorszámon szerepel.